# MacLisp
MacLisp est un dialecte du langage de programmation Lisp, lancé par le projet MAC du MIT à la fin des années 1960 et basé sur la version 1.5 de Lisp. Richard Greenblatt était le principal développeur de la version Lisp pour PDP-6, et Jon L. White le dernier mainteneur connu. L'appellation MacLisp n'apparait qu'au début des années 1970 pour le distinguer des autres forks de la version pour PDP-6, notamment BBN Lisp.
MacLisp fonctionnait initialement sous l'ITS sur des machines DEC PDP-6 à 10, mais plus tard sous tous les systèmes pouvant tourner sur ces machines (TENEX par exemple). Conçu à l'origine en assembleur sur PDP-10, il fut plus tard implémenté sous Multics en PL/I. C'est d'ailleurs l'implémentation de Multics Emacs en MacLisp (avec celle de EINE par Daniel Weinreb) qui va orienter Richard Stallman vers Lisp pour sa seconde implémentation d'Emacs.
L'appellation MACLISP provient du projet MAC et n'a aucun rapport avec les Macintosh d'Apple.